# Pokémon (mangá)
Pokémon (Abreviado como Pocket Monsters (ポケットモンスター, Poketto Monsutā) é um mangá metaserial criado por Satoshi Tajiri em 1996,  baseado pelas séries de jogos eletrônicos e anime
O mangá é publicado unicamente no Japão por Shogakukan, nos Estados Unidos por Viz Media, e na Singapura e China por Chuang Yi.

## Lista de mangás
Principais
- Pocket Monsters (ポケットモンスター)
De Kosaku Anakubo, publicado no Japão por Shogakukan (1996-em curso)
  - Pocket Monsters (ポケットモンスター) (1996-2003, 13 volumes)
  - Pocket Monsters RS (ポケットモンスターRS) (2003-2006, 6 volumes)
  - Pocket Monsters DP (ポケットモンスターDP) (2006-2008, 5 volumes)
  - Pocket Monsters HGSS (ポケットモンスターHGSS) (2008-2011, 2 volumes)
  - Pocket Monsters BW (ポケットモンスターBW) (2011-2013, 4 volumes)
  - Pocket Monsters XY (ポケットモンスターXY) (2014-em curso)
- Pocket Monsters Special (ポケットモンスターSPECIAL, Poketto Monsutā SPECIAL)
De Hidenori Kusaka, publicado no Japão por Shogakukan e no Brasil por Panini Comics então por Planet Manga, através pelos títulos Pokémon Red, Green e Blue, Pokémon Yellow, Pokémon Gold e Silver, Pokémon Ruby e Sapphire e  Pokémon Black e White (1997-em curso)
- Dengeki! Pikachu (電撃！ピカチュウ, literalmente The Electric Tale of Pikachu)
De Toshihiro Ono, editado no Japão por Shogakukan e no Brasil por Editora Conrad, através pelo título As Aventuras Elétricas de Pikachu (1997-1999, 4 volumes); adaptação do anime[1]
- Pocket Monsters PiPiPi Adventures (ポケットモンスターPiPiPiアドベンチャー, Poketto Monsutā PiPiPi Adobenchā, literalmente Magical Pokémon Journey)
De Yumi Tsukirino, publicado no Japão por Shogakukan (1997-2003, 10 volumes)
- Pocket Monsters Zensho (ポケットモンスター全書, Poketto Monsutā Zensho, literalmente Pocket Monsters: Zensho)
De Satomi Nakamura, publicado no Japão por Shogakukan (1998, 1 volume)
- Pokémon Getto Da Ze! (ポケモンゲットだぜ！)
De Miho Asada, publicado no Japão por Shogakukan (1999, 5 volumes)
- Pokémon Card Ni Natta Wake (ポケモンカードになったワケ, literalmente Wake that became a Pokemon card)
De Kagemaru Himeno (1999-2001, 6 volumes)
- Pocket Monsters Gold & Silver: Golden Boys (ポケットモンスター金・銀　ゴールデンボーイズ, Poketto Monsutā Kin Gin Gōruden Bōizu)
De Muneo Saitō (2000-2001, 3 volumes)
- Satoshi to Pikachu (サトシとピカチュウ, literalmente Ash to Pikachu)
De Takashi Teshirogi (2001-2006, 6 volumes); adaptação do anime[1]
- Pocket Monsters Chamo Chamo Pretty (ポケットモンスターチャモチャモぷりてぃ, Poketto Monsutā Chamo Chomo Puriti)
 De Yumi Tsukirino (2003-2006, 3 volumes) ; sequência de Pocket Monsters PiPiPi Adventures
- Pocket Monsters Emerald: Chōsen!! Battle Frontier (ポケットモンスターエメラルド 挑戦!! バトルフロンティア, Poketto Monsutā Emerarudo - Chōsen!! Batoru Furontia, literalmente Pocket Monsters Emerald: Chosen!! Battle Frontier)
De Shigekatsu Ihara (2005, 1 volume)
- Pocket Monsters Diamond & Pearl Monogatari - Pokémon DP (ポケットモンスターダイヤモンド・パール物語　ポケモンDP, Poketto Monsutā Daiyamondo Pāru Monogatari - Pokémon DP, literalmente: Pocket Monsters Diamond & Pearl)
De Shigekatsu Ihara (2008-2010, 8 volumes)
- Pocket Monsters Diamond & Pearl (ポケットモンスターダイヤモンド＆パール, Poketto Monsutā Daiyamondo Pāru)
De Sakai Takayuki (2008-2009, 2 volumes)
- Pokémon Battrio - Mezase! Battrio Masutā (ポケモンバトリオ めざせ! バトリオマスター, Pokémon Batorio - Mezase! Batorio Masutā, literalmente : Pokémon Battrio - Mezase! Batorio Masutā)
De Takashi Teshirogi (2009-2010, 2 volumes) ; adaptação do jogo de arcade/fliperama Pokémon Battrio
- Poketto Monsutā HGSS - Jō No Dai Bōken (ポケットモンスターHGSS ジョウの大冒険, literalmente: Pocket Monsters HGSS: Adventures of Jō) 
De Ryū Matsushima, editado no Japão por Shogakukan (2010, 1 volume)
- Pokémon Try Adventures (ポケモントライアドベンチャー, Pokémon Torai Adobenchā)
De Jun Keijima, Koiking Laboratory e Miho Asada (2010-2011, 3 volumes)
- Pocket Monsters RéBURST (ポケットモンスター　RéBURST, Poketto Monsutā RéBURST)
De Kusude Jin e Tamura Mitsuhisa (2011-2012, 8 volumes)